# Джованні Страдано
Джованні Страдано, також Страданус (італ. Giovanni Stradano, нід. Jan van der Straet 1523, Брюгге — 2 листопада, 1605, Флоренція) —італійський художник XVI ст., представник маньєризму. Фламандець за походженням, справжнє ім'я Ян ван дер Страт (Jan van der Straet).

## Життєпис
Народився у місті Брюгге. Батько був художником. Первісну художню освіту здобув у майстерні батька.

## В Антверпені
Стажувався в майстерні художника Пітера Артсена, для чого перебрався в місто Антверпен. 1545 року приєднався до антверпенської гільдії святого Луки.

## У Флоренції
1550 року прибув у місто Флоренція, де став помічником в майстерні Джорджо Вазарі. Це сприяло праці у декількох спорудах як самої Флоренці, так і в її передмістях. Був прийнятий на посаду надвірного художнка герцогів Медічі. Працював також по замовам родини Пацці у Монтемурло.
Для герцогів Медічі створив низку картонів-ескізів за сюжетами котрих були виткані коштовні килими у фламандських майстернях і отримали назву «Арраси Медічі».

## Графічна серія «Нові відкриття» кінця XVI ст.
Майстерність сучасників доби відродження постійно зростала. Спочатку вони навчались на творах античних скульпторів, архітекторів і медальєрів, потім зрівнялись з ними, а згодом і перевершили. Це породило тенденцію проналізувати досягнутий рівень. В літературі набули процеси енциклопедичного характеру, коли письменники почали створювати списки відомих їм явищ (темпераменти людини, характери, детальні описи явищ тощо ).
Процеси аналізу і усвідомлення змін мали місце і в графічній галузі, особливо у майстрів північного відродження, північного маньєризму, де про повчальний характер мистецтва не забували ніколи. Аналіз змін в суспільному побуті і в пактиці спонукав Джованні Страдано, нідерландця за походженням, створити аналітичну  серію малюнків, присвячених темі новітніх на той час винаходів. Малюнки перевели у гравюри, що сприяло популяризації серії.
Критичний розгляд серії на новому етапі виявив неточності чи помилки ( компас був винайдний вперше у Китаї, а не у Європі,  як і технологія книгодрукування, про олійний живопис знали задовго до XV ст., але він не мав такого поширення, як у XV ст. тощо. ) Нестача точної інформації у Джованні Страдано, однак, не заперечувала художню вартість нової графічної серії, оприлюденої у другій половині XVI ст. На щастя, усі аркуші серії збережені і дійшли до початку XXI ст.

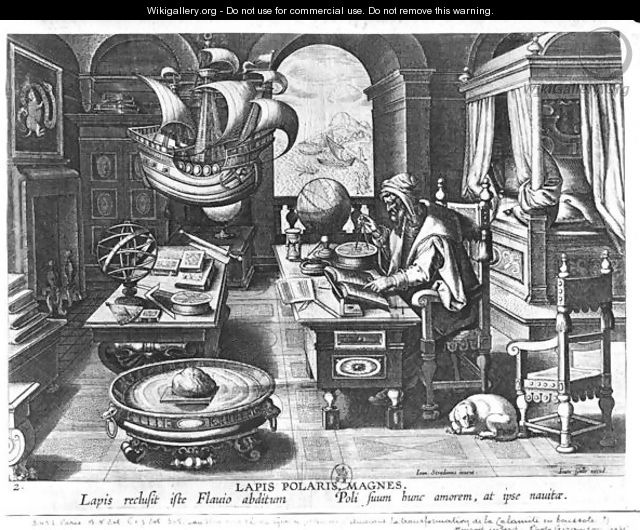
Аркуш 2. «Винахід компаса»
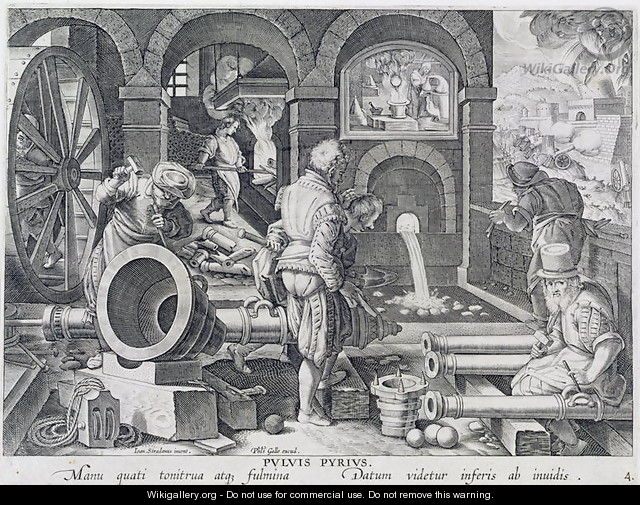
Аркуш 3. «Винахід виливання металевих гармат»
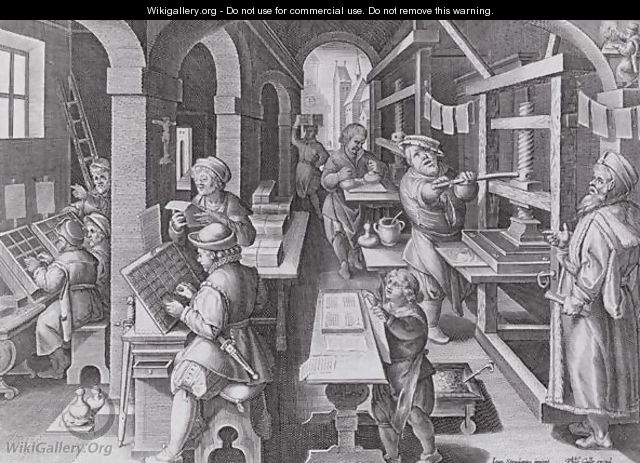
Аркуш 4. «Винахід (європейського) книгодрукування»
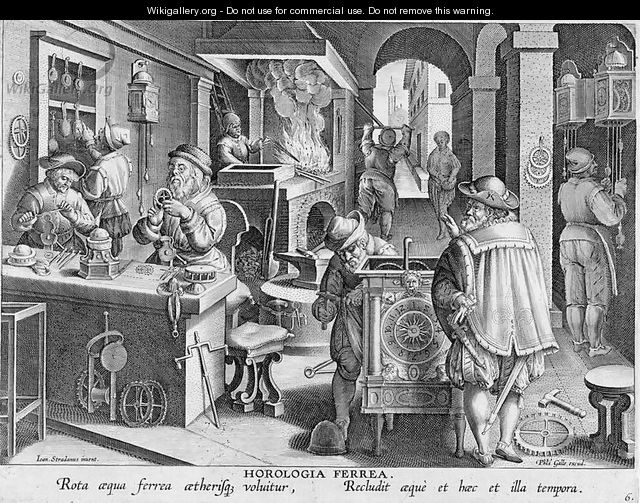
Аркуш 5. «Винахід маятникового годинника»
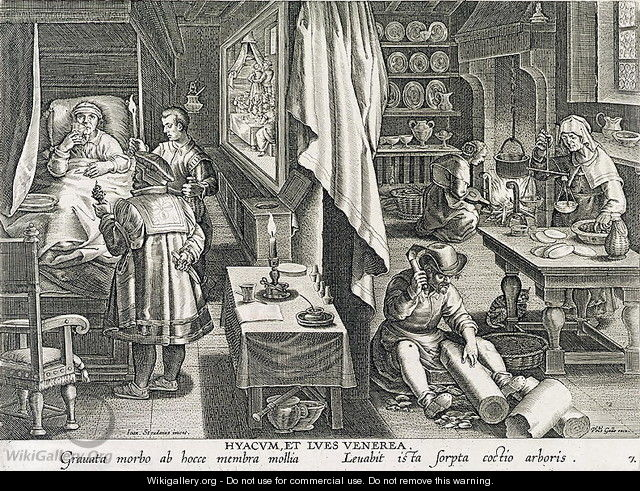
Аркуш 6.«Ліки для сифіліса з гваякового дерева»
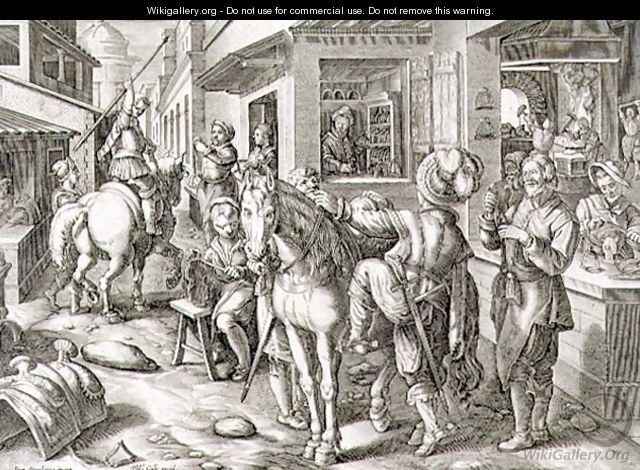
Аркуш 9.«Стрем'я для вояків-вершників»
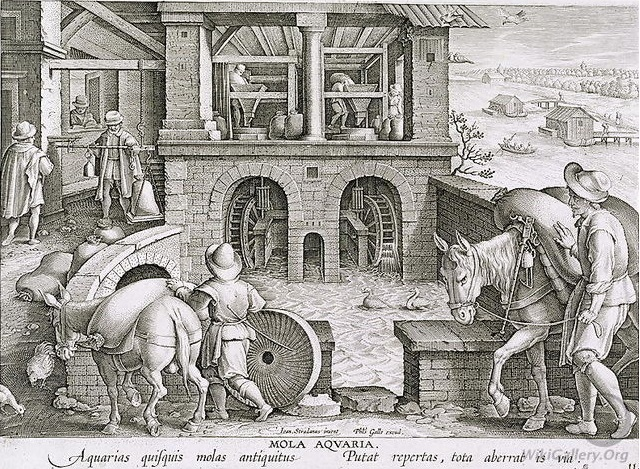
Аркуш 10. «Винахід водяного млина»
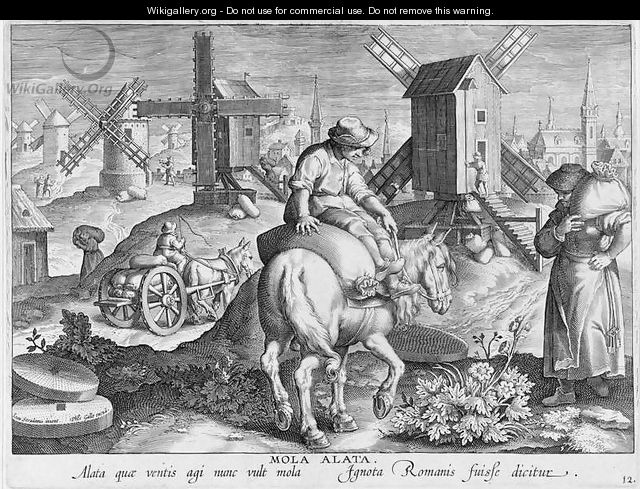
Аркуш 10. «Винахід вітрового млина»
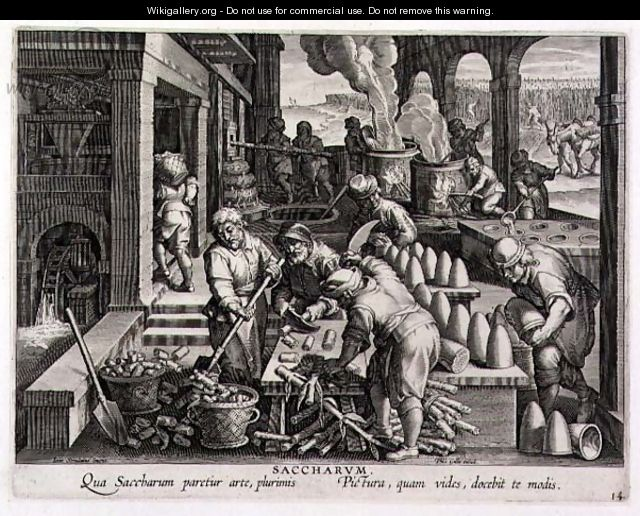
Аркуш 13. «Європейське виробництво цукру з колоніальної сировини»
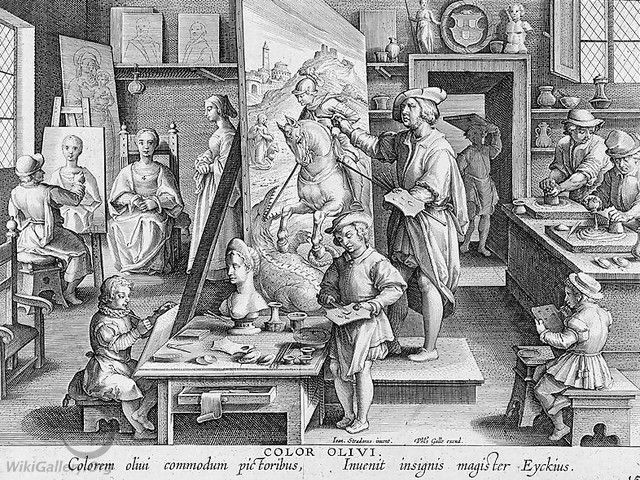
Аркуш 14. «Винахід технології олійного живопису»
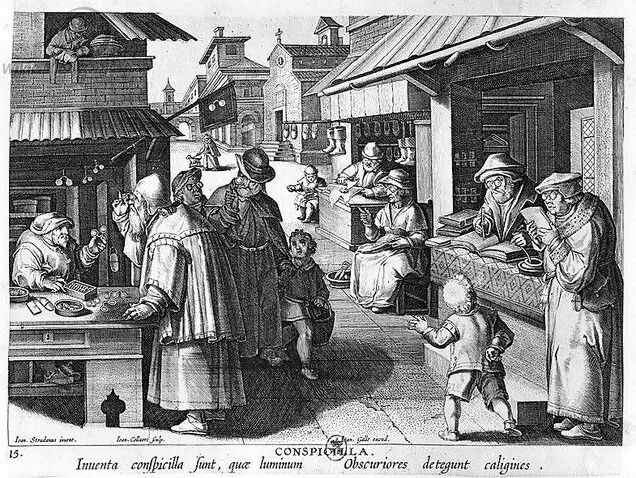
Аркуш 15. «Винахід і виробництво окулярів»
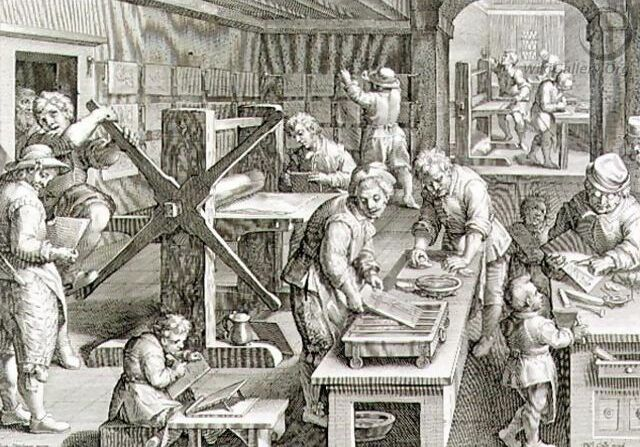
Аркуш 19. «Винахід гравюри на міді»

## Вибрані твори
- Картони-ескізи для гобеленів

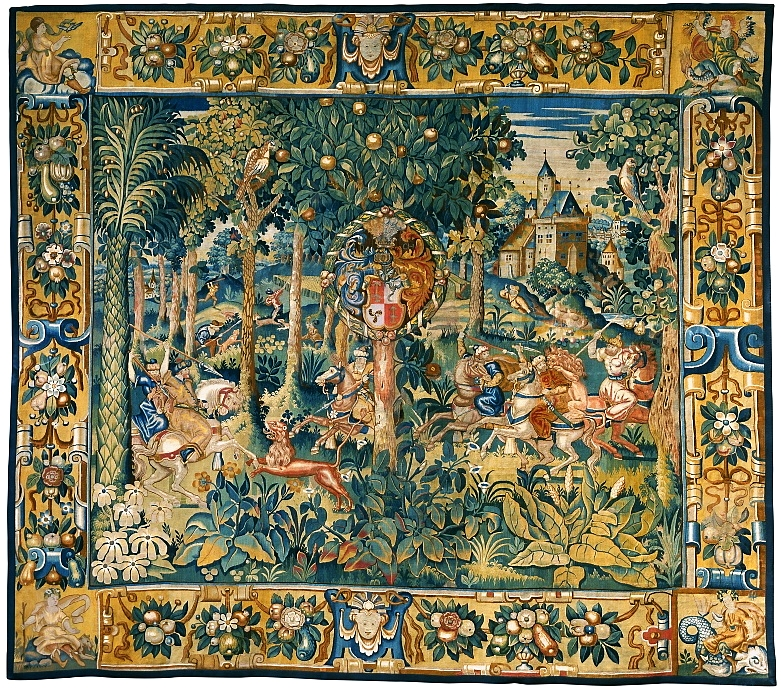
Картоньєр Джованні Страдано. Килим доби маньєризму «Мисливці», кінець 16 ст.

- Ескізи-малюнки  для майбутніх гравюр
- Фрески, Палаццо Веккіо (перетвореного на резиденцію Медічі), Флоренція
- Фрески, вілла Поджо а Кайяна, Тоскана
- Фрески для родини Пацці, Монтемурло
- Фрески, Бельведер у Ватикані (керівник Франческо Сальвіаті)
- Студіоло Франческо І Медічі, Флоренція, декор
- «Майстерня алхіміка», картина для Студіоло Франческо І Медічі, Флоренція
- «Алегорія Марноти, Стриманості і Смерті»

## Обрані графічні твори

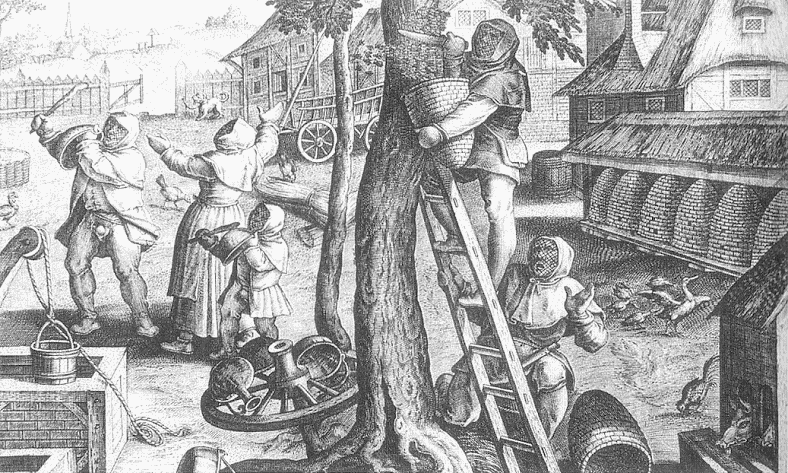
«Бджільництво»
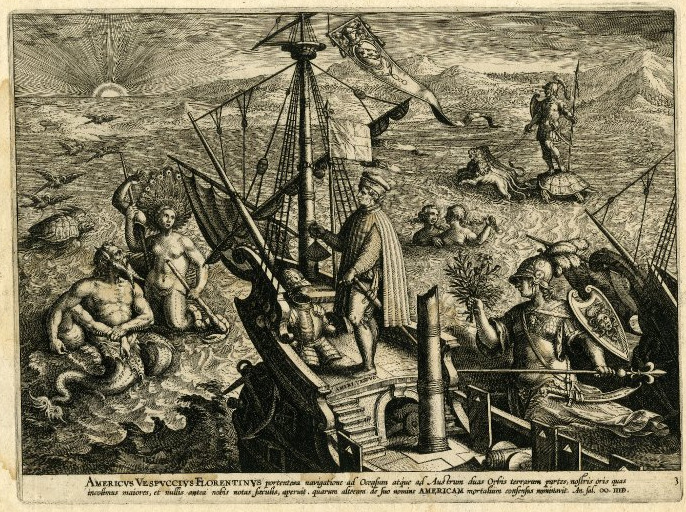
«Алегорія плавання Веспуччі до Америки»

## Живопис майстра

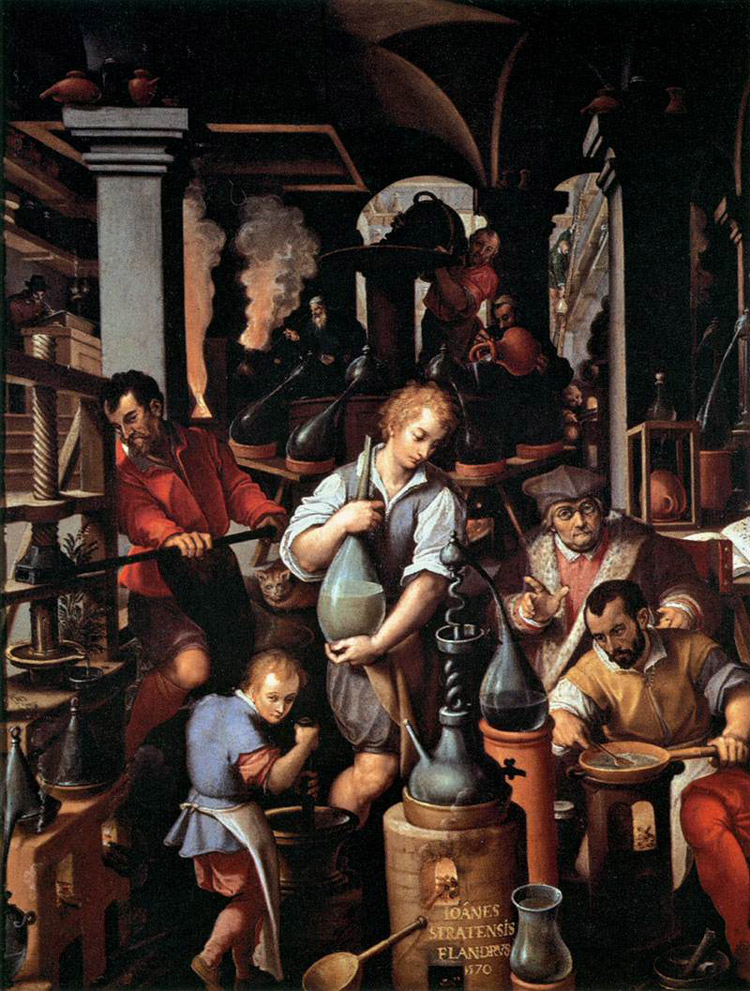
«Майстерня алхіміка», картина для Студіоло Франческо І Медічі, Флоренція
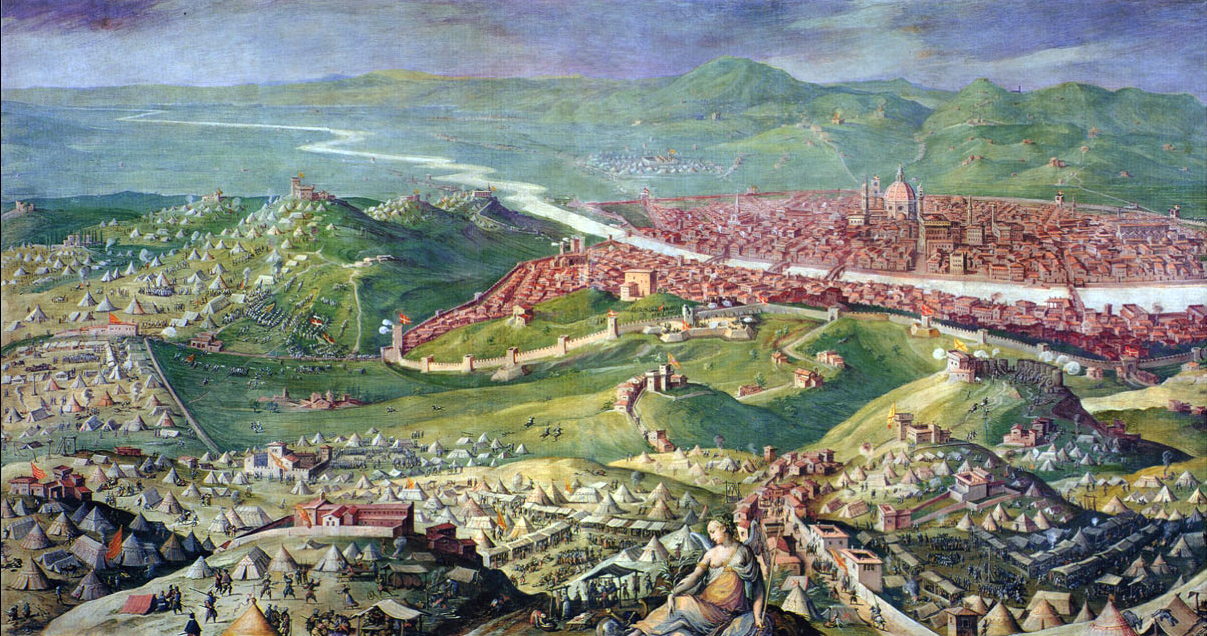
«Перемоги флорентійців»
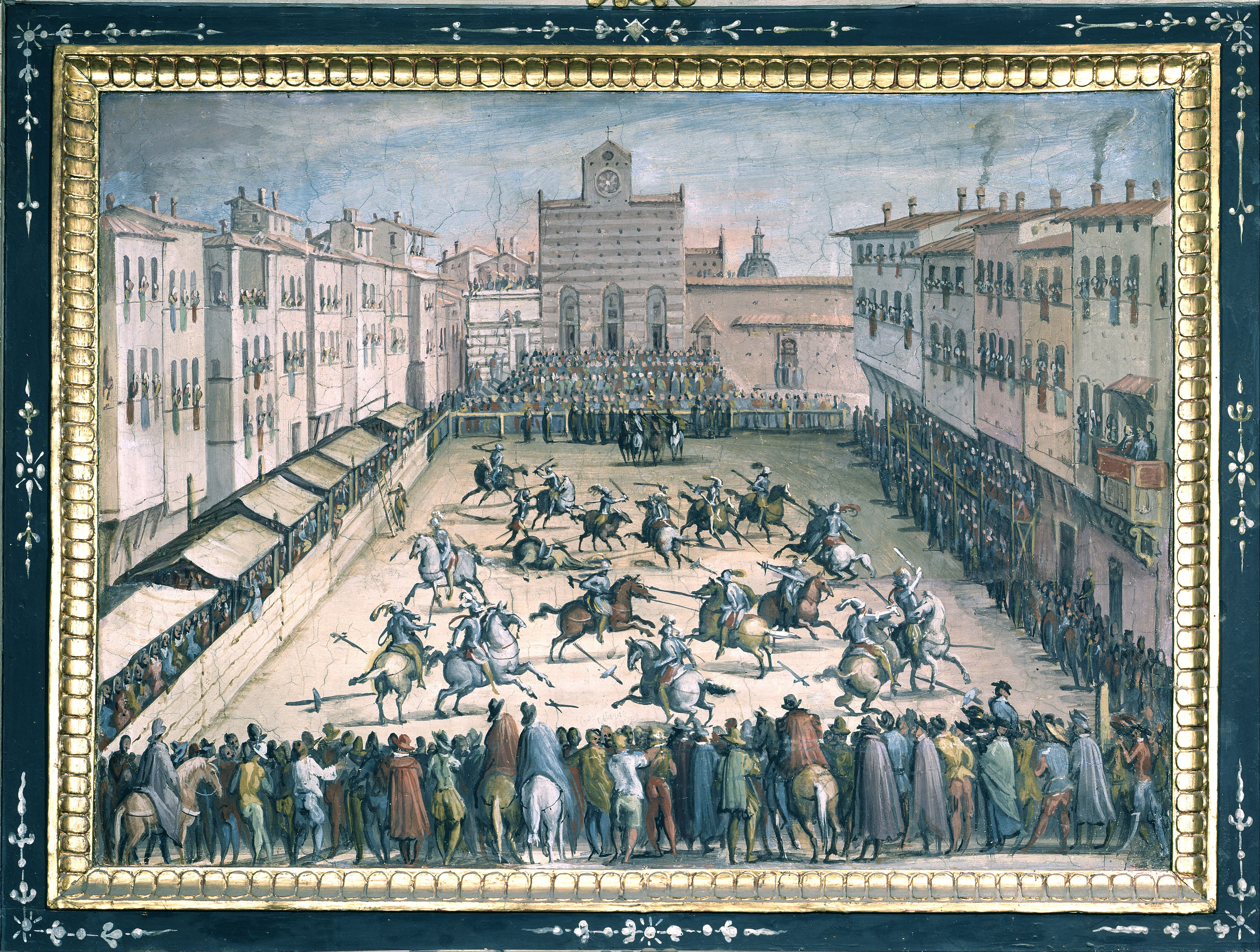
«Турнір вершників на площі Санта Кроче», фреска
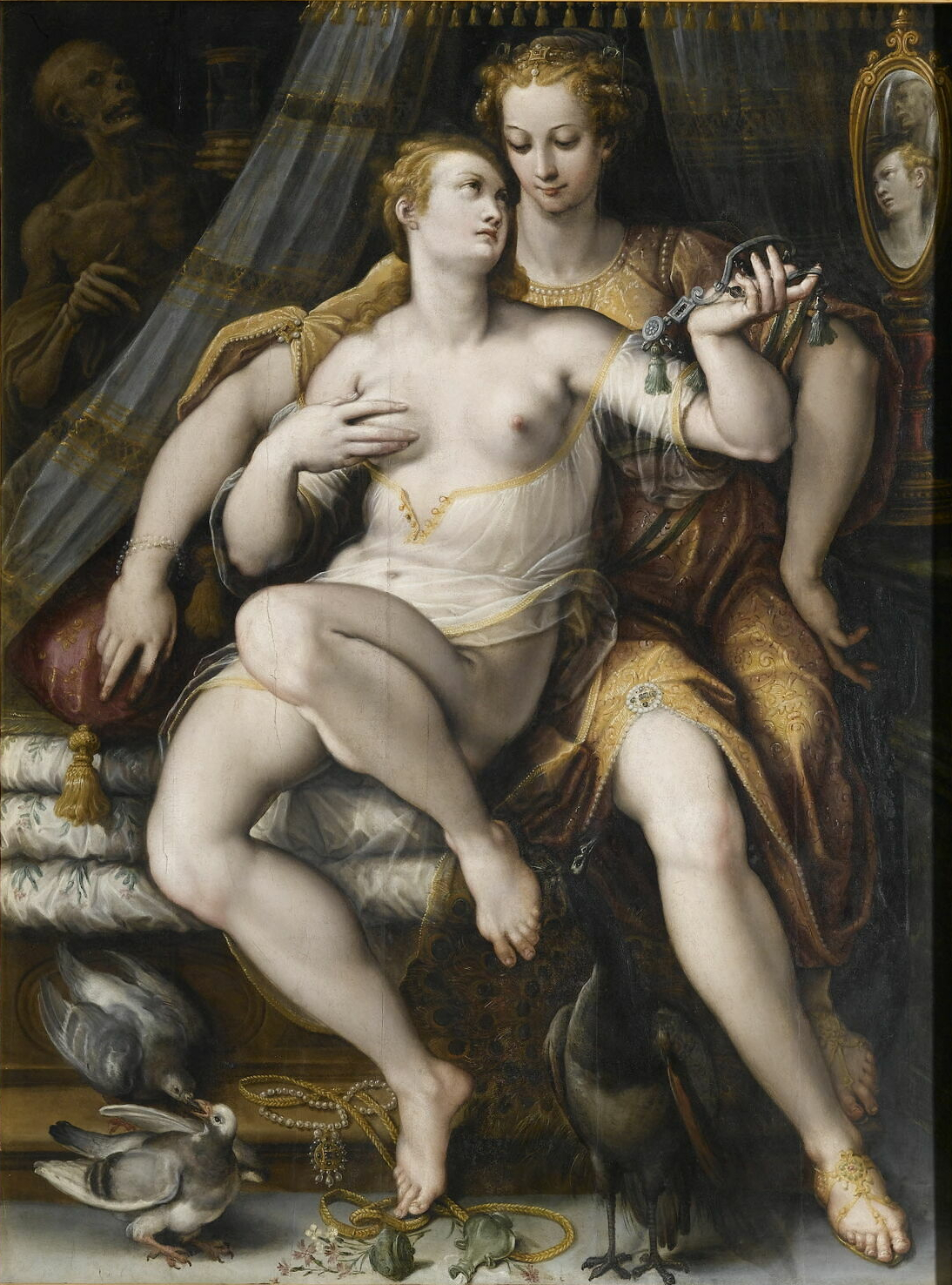
«Алегорія Марноти, Стриманості і Смерті»